# Virudhunagar
Virudhunagar è una suddivisione dell'India, classificata come municipality, di 73.003 abitanti, capoluogo del distretto di Virudhunagar, nello stato federato del Tamil Nadu. In base al numero di abitanti la città rientra nella classe II (da 50.000 a 99.999 persone).

## Geografia fisica
La città è situata a 9° 35' 60 N e 77° 58' 0 E e ha un'altitudine di 101 m s.l.m..

## Società

### Evoluzione demografica
Al censimento del 2001 la popolazione di Virudhunagar assommava a 73.003 persone, delle quali 36.392 maschi e 36.611 femmine. I bambini di età inferiore o uguale ai sei anni assommavano a 7.192, dei quali 3.730 maschi e 3.462 femmine. Infine, coloro che erano in grado di saper almeno leggere e scrivere erano 58.285, dei quali 30.406 maschi e 27.879 femmine.